# Limonia flavipes
Limonia flavipes là một loài ruồi trong họ Limoniidae. Chúng phân bố ở miền Cổ bắc.